# Mario Kart: Double Dash!!
Mario Kart: Double Dash!! (マリオカートダブルダッシュ!!?, Mario Kāto: Daburu Dasshu!!) è un videogioco di corse di go-kart del 2003 pubblicato da Nintendo per la console Nintendo GameCube. È il quarto titolo della serie di videogiochi Mario Kart, parte del più grande franchise di Mario.

## Modalità di gioco
A differenza dei precedenti capitoli della serie, in questo gioco due personaggi alla volta competono sullo stesso veicolo. Il pilota si occupa di portare a termine la corsa, schivando gusci e quant'altro possa intralciare il proprio percorso; il passeggero gestisce gli oggetti, con cui può rallentare la corsa degli avversari;
Oltre alla modalità Gran Premio vi sono la modalità Sfida (corsa uno contro uno), Battaglia (dove lo scopo non è vincere una gara, ma colpire l'avversario per tre volte con le proprie armi così da far scoppiare uno alla volta tutti e tre i suoi palloncini) e Prova a Tempo (una sorta di allenamento in cui è possibile correre contro il proprio fantasma per migliorare il proprio tempo).
Il videogioco è progettato in modo da poter essere giocato da 1 a 4 giocatori dalla stessa console, oppure, collegando in rete locale più console è possibile giocare fino a 16 giocatori.

## Personaggi
Ogni pilota è classificato in base al suo peso: Leggero, Medio e Massimo. La categoria di appartenenza determina delle limitazioni relativamente ai kart utilizzabili: un personaggio non può gareggiare con un kart di un peso inferiore rispetto alla sua categoria. Ogni coppia di personaggi dispone di un oggetto speciale che solo i membri della suddetta possono utilizzare.
Ci sono 10 coppie (di cui 2 sbloccabili) che possono essere combinate in 190 combinazioni.
| Coppia                   | Peso             | Oggetto Speciale                      |
| ------------------------ | ---------------- | ------------------------------------- |
| Mario & Luigi            | Medio            | Fiamma danzante                       |
| Peach & Daisy            | Medio            | Cuore                                 |
| Yoshi & Strutzi          | Medio            | Uovo                                  |
| Baby Mario & Baby Luigi  | Leggero          | Categnaccio                           |
| Koopa & Paratroopa       | Leggero          | Triplo guscio verde/rosso             |
| Donkey Kong & Diddy Kong | Massimo, Leggero | Banana gigante                        |
| Bowser & Bowser Jr.      | Massimo, Leggero | Guscio di Bowser                      |
| Wario & Waluigi          | Massimo, Medio   | Bob-omba                              |
| Sbloccabili              |                  |                                       |
| Toad & Toadette          | Leggero          | Fungo scatto dorato                   |
| Pipino Piranha & Re Boo  | Massimo          | Nessuno; uno casuale tra i precedenti |

### Criteri per sbloccare i personaggi
- Toad e Toadette: Vincere il Trofeo Speciale 100cc.
- Pipino Piranha e Re Boo: Vincere il Trofeo Stella speculare.

## Tecniche di guida
Il gioco presenta, come negli altri titoli della serie, alcune "tecniche di guida" che permettono, tramite la corretta pressione dei tasti, di migliorare i tempi e aumentare il distacco dagli avversari:
- Derapata: tenendo premuto il tasto R (o L) mentre si affronta una curva, il kart inizierà a slittare perdendo aderenza ma senza rallentare, le ruote emetteranno delle scintille gialle. Si può comunque manovrare il kart sterzando a destra e a sinistra.
- Mini-Turbo: sterzando a destra e a sinistra durante una derapata, le scintille gialle emesse dalle ruote diventano rosse e quindi azzurre. A questo punto, se si rilascia il tasto R, si avrà un breve turbo.

I giocatori più esperti eseguono almeno un mini-turbo a ogni curva. Nelle curve più lunghe se ne possono eseguire molti di fila. Quando si gioca in due il guidatore deve manovrare il kart e il passeggero deve premere destra e sinistra per preparare il mini-turbo. In questo caso le scintille cambiano più rapidamente.
- Snaking: una tecnica avanzata e complessa nata da questo gioco che consiste nel guidare a zig-zag nei rettilinei eseguendo dei rapidissimi mini-turbo uno di seguito all'altro. Il distacco che si crea tra un giocatore che sa usare questa tecnica e uno che non sa farlo è tale che, con le sole armi, il secondo dei due difficilmente riesce a recuperare.
- Double Dash: se si sta giocando in modalità 2 giocatori sullo stesso go-kart alla partenza è possibile avere uno scatto ulteriore rispetto agli avversari, infatti se entrambi i giocatori accelerano nel momento in cui il numero "1" va via si potrà avere un'accelerazione maggiore rispetto al solito. Questa tecnica viene detta "Double Dash", ossia "Doppio Scatto"; da qui il nome del gioco.